# Museo departamental Alexandre-Franconie
El Museo departamental Alexandre-Franconie (en francés: Musée départemental Alexandre-Franconie) 
es un "Museo de Francia " que se encuentra en Cayena la capital de la Guayana Francesa un territorio de Francia en el norte de América del Sur Presenta diversas colecciones en el campo de la historia natural, arqueología, etnografía e historia local. Es un museo colonial como los que se han creado en todo el mundo en el siglo XIX .
El museo está ubicado en el edificio de la Franconia (Franconie), monumento bajo protección por resolución del 8 de marzo de 1986, también recibió la distinción de Casa Ilustre (Maisons des Illustres) en 2011. La casa perteneció a la familia Franconie, con sede en Guyana desde el siglo XVIII. El edificio fue construido entre 1824 y 1842.